# سكوت فلاندرز
سكوت فلاندرز (بالإنجليزية: Scott Flanders)‏ هو شخصية أعمال وكبير الإداريين التنفيذيين أمريكي، ولد في 26 ديسمبر 1956 في إنديانابوليس في الولايات المتحدة.